# 貴格梅多斯鎮區 (北卡羅萊納州伯克縣)
貴格梅多斯鎮區（英語：Quaker Meadows Township）是位於美國北卡羅萊納州伯克縣的一個鎮區。

## 地方資料
貴格梅多斯鎮區的面積為94.79平方千米，皆為陸地。根據2020年美國人口普查的數據，當地共有人口6509人，而人口密度為每平方千米68.67人。